# Олійник Олександр Миколайович
Олександр Миколайович Олійник (28 вересня 1958) 

## Біографія
Народився в селі Верхній Салтів Вовчанського району Харківської області.
У 1982 році закінчив Харківський авіаційний інститут (радіоінженер, радіоелектронне обладнання).
З 1997 по 2000 — депутат Балаклійської районної ради.
З грудня 1999 по січень 2001 — голова Балаклійської районної державної адміністрації.
З січня 2001 по січень 2002 — керівник секретаріату Національної ради з узгодження діяльності загальнодержавних і регіональних органів та місцевого самоврядування Адміністрації Президента України.
З 11 червня 2001 державний службовець четвертого рангу.
З 19 квітня 2002 державний службовець першого рангу.
З 25 січня 2002 по 10 вересня 2003 — Державний секретар Міністерства оборони України
З 10 вересня 2003 — Перший заступник Міністра оборони України. 3 червня 2004 за серйозні недоліки в роботі попереджений про неповну службову відповідність. 19 серпня 2004 звільнений з посади.
З 2004 по 2005 — радник з економічних питань та у зв'язках з органами законодавчої та виконавчої влади Служби безпеки України.
У 2007 році закінчив Національну юридичну академію України.
З березня по грудень 2011 — радник генерального директора Державного концерну Укрспецекспорт.
З грудня 2011 по лютий 2012 — заступник Генерального директора Державного концерну Укроборонпром.
18 лютого 2012 — 5 березня 2014 — Перший заступник Міністра оборони України
З 14 січня 2014 — Національний координатор з питань партнерства України з Організацією Північноатлантичного договору у сфері оборони та військовій сфері.

## Нагороди та відзнаки
- Орден «За заслуги» ІІІ ст., 24 серпня 2013[11]
- Орден Святого Станіслава III ступеня (з врученням Командорського Хреста)[12]